# 寫真館Gelatin
寫真館Gelatin（日语：寫眞館ゼラチン），日本攝影師，東京出生，畢業於東京設計専門学校美術設計科，自1992年開始推出攝影作品。作品以傳統底片攝影、並於暗室一張一張親手以 銀鹽寫真 手法(Gelatin Sliver Print)，用筆在攝影紙上描繪讓照片影像浮現顯像製作，也因此直接將「ゼラチン（Gelatin ）」用作其名。深受 Deborah Turbeville 、 辻砂織 、 市川崑 、 楠本まき 等人的影響。2017年11月來台舉辦首次海外個展「温度」。

## 曾經拍攝藝人/樂團
- 有村竜太朗（ Plastic Tree ）

1. 2011年台北西門町展覽「有村竜太朗の眼：アンモナイトの世界へ」[7]
2. Plastic Tree CD《トロイメライ》封面[8]
3. 《有村竜太朗の歩き方。絶望ワンダーランド２～プラハ編～》書中照片[9]

- MUCC[10]
- MERRY

1. RR74[11]

- cali≠gari
- LAB.THE BASEMENT
- 久我新悟（ LIPHLICH ）[12]
- MUNIMUNI

1. 《A_KILLS_A」》封面[13]
2. 「薔薇と摩天楼」系列照[14]

- アヤコシラタマ（bulb）
- 蜂鳥あみ太＝4号
- アネモネ

## 曾經拍攝品牌
- マダラニンゲン[15]（ DIR EN GREY 與sukekiyo主唱京以其所創作角色人物「Zemeckis家族」中的媽媽「majer zemeckis」之名所創作的服飾品牌）

## 展覽經歷
- 2015.4.2-20 展覽「つめたいゆびさき」（地點：カフェ百日紅）
- 2015.8.1-31個展「cut」個展（地點：下北沢バブーシュカ）
- 2015.8.18-30個展「接-Setsu-」（地點：ギャラリー無寸草）
- 2015.12.18-20個展「Memo」（地點：新宿マルイアネックス）
- 2015.12.23-29個展「REVIEW」（地點： Ruby's Arms）
- 2016.01.22-24　JAPAN EXPO Thailand 「Tokyo Crazy Kawaii Harajuku Area-HARAJUKU FASHION WALK-」（地點：泰國）[16]
- 2016.2.7-3.5 「マッチ箱展」 （地點：下北沢バブーシュカ）
- 2016.2.19-2.28　「CordlessTrapeze 第3幕」 （地點：下北沢の家）
- 2016.3.11-3.13個展「 Waltz-ワルツ-」（地點：KERASTEP大阪店）[17]
- 2016.4.4-22 「 プチ・ベラドンナ展 」（地點：アモーレ銀座ギャラリー）
- 2016.4.19-22 「第12回 ベラドンナ・アート展 」（地點：東京都美術館）[18]
- 2016.6.2-20 「play house～CordlssTrapeze番外編～」（地點：カフェ百日紅）
- 2016.7.1-31 個展「濾　過」（地點：下北沢バブーシュカ）
- 2016.8.10-8.21　 「CordlessTrapeze 第4幕」（地點： 下北沢の家）
- 2016.8.18-9.5 カフェ百日紅企劃團體聯展 「ダークサイド・ホームズ」（地點：カフェ百日紅）
- 2016.11.12-11.27「 CordlessTrapeze 第5幕」 （地點：新宿マルイアネックス）
- 2016.11.10-11.28 個展「peep」（地點：カフェ百日紅）
- 2016.12.20-30 回想展「ROOM」（地點：atelier GELATIN）
- 2017.3.10-3.12 / 3.17～3.21 音源発売記念展示 「sound GELATIN & ROOM　」（地點：atelier GELATIN）
- 2017.4.1-39 個展「ALBUM」 （地點：下北沢バブーシュカ）
- 2017.9.15-25 個展「lani」（地點：atelier GELATIN）
- 2017.11.2-11.7 寫真館Gelatin首次海外個展「溫度」（地點：台灣台北Dine in Cafe）
- 2018.3.18 寫真館Gelatin 專屬攝影會「Private Portrait Room_#TW_1」（地點：台灣台北窗想影像設計攝影棚）
- 2018.10.20-28 寫真館Gelatin 台灣個展 「残存」（地點：谷居）[19]